# 克利福德丛
在数学中， 克利福德(Clifford) 丛是一种代数丛，其纤维具有克利福德代数的结构，并且其局部平凡化遵循代数结构。任何（伪）黎曼流形M都对应有一个自然的 克利福德丛，称为M的 克利福德丛。
这通常被称为 S 3的霍普夫纤维化，是海因茨·霍普夫 (1931) 指出的一种拓扑构造。但霍普夫的程序明确地基于（并附有适当参考）早期的“克利福德平行线”的几何构造。 

## 一般构造
设V是一个（实数或复数）向量空间，且具有对称双线性形式<·,·>。克利福德代数Cℓ ( V ) 是由V生成的自然（单位结合）代数，仅满足以下关系
{\displaystyle v^{2}=\langle v,v\rangle }
对于V中的所有v 。 可以将Cℓ ( V ) 构造为V的张量代数由上述关系生成的理想的商代数。
与其他张量运算一样，这种构造可以在光滑向量束上以纤维方式进行。设E是光滑流形M上的光滑向量丛，设g是E上的光滑对称双线性形式。E的Clifford 丛是这样的纤维丛，其纤维是由E的纤维生成的 Clifford 代数：
{\displaystyle C\ell (E)=\coprod _{x\in M}C\ell (E_{x},g_{x})}
Cℓ ( E ) 的拓扑结构由E的拓扑结构通过相关束构造确定。
人们最常感兴趣的是g为正定的或至少是非退化的情况；也就是说，当 ( E, g ) 为黎曼向量束或伪黎曼向量束时。为了具体起见，假设 ( E, g ) 是黎曼向量束。 E的 Clifford 束可以按如下方式构造。令Cℓ n R为由R n以欧氏度量生成的 Clifford 代数。正交群O( n ) 对R n的标准作用引发Cℓ n R的分级自同构。同态
{\displaystyle \rho :\mathrm {O} (n)\to \mathrm {Aut} (C\ell _{n}\mathbb {R} )}
由以下因素决定
{\displaystyle \rho (A)(v_{1}v_{2}\cdots v_{k})=(Av_{1})(Av_{2})\cdots (Av_{k})}
其中v i均为R n中的向量。 E的 Clifford 束由下式给出：
{\displaystyle C\ell (E)=F(E)\times _{\rho }C\ell _{n}\mathbb {R} }
其中F ( E ) 是E的正交框架丛。由此构造可知， Cℓ ( E ) 的结构群为 O( n )。由于 O( n ) 通过Cℓ n R上的分次自同构作用，因此Cℓ ( E ) 是M上的Z 2 分次代数的丛。Clifford 丛Cℓ ( E ) 可以分解为偶子丛和奇子丛：
{\displaystyle C\ell (E)=C\ell ^{0}(E)\oplus C\ell ^{1}(E).}
如果向量束E是可定向的，则可以按照自然的方式将Cℓ ( E ) 的结构群从 O( n ) 简化为 SO( n )。

## 黎曼流形的克利福德丛
如果M是度量为g的黎曼流形，则M的 Clifford 束是由切束TM生成的 Clifford 束。我们还可以用余切丛T * M构建一个 Clifford 丛。该度量诱导出一个自然同构TM = T * M ，因此也诱导出一个同构Cℓ ( TM ) = Cℓ ( T * M )。
M的 Clifford 丛与M的外丛之间存在自然向量丛同构：
{\displaystyle C\ell (T^{*}M)\cong \Lambda (T^{*}M).}
这是向量束的同构，而不是代数束的同构。同构是由每根纤维上相应的同构引起的。这样，人们就可以把 Clifford 丛的各个部分想象成M上的微分形式，配备了 Clifford 乘法，而不是楔积（与度量无关）。
上述同构在以下意义上保持分次：
{\displaystyle {\begin{aligned}C\ell ^{0}(T^{*}M)&=\Lambda ^{\mathrm {even} }(T^{*}M)\\C\ell ^{1}(T^{*}M)&=\Lambda ^{\mathrm {odd} }(T^{*}M).\end{aligned}}}

### 局部描述
对于向量{\displaystyle v\in T_{x}M}在{\displaystyle x\in M}以及一个表格{\displaystyle \psi \in \Lambda (T_{x}M)} Clifford 乘法定义为
{\displaystyle v\psi =v\wedge \psi +v\lrcorner \psi } ，
其中第一项使用了度量对偶来将向量变为一种形式。
然后外导数{\displaystyle d}及其衍生品{\displaystyle \delta }可以与公制连接相关{\displaystyle \nabla }使用正交基的选择{\displaystyle \{e_{a}\}}经过
{\displaystyle d=e^{a}\wedge \nabla _{e_{a}},\quad \delta =-e^{a}\lrcorner \nabla _{e_{a}}} 。
利用这些定义，狄拉克-凯勒算子 定义为
{\displaystyle D=e^{a}\nabla _{e_{a}}=d-\delta } 。
在星型域上，对于外导数，可以利用庞加莱引理对该算子求逆，对于同导数，可用霍奇星型对偶对该算子进行求逆。 实现这一目标的实际方法是通过同伦算子和上同伦算子。  

## 笔记
1. ↑  Penrose, Roger.  2007. UK. 2004: 365–366. ISBN 0-224-04447-8.
2. 1 2  Benn, Ian M.; Tucker, Robin W. . A. Hilger. 1987. ISBN 978-0-85274-169-6 （英语）.
3. ↑  Graf, Wolfgang. . Annales de l'Institut Henri Poincaré A. 1978, 29 (1): 85–109. ISSN 2400-4863 （英语）.
4. 1 2  Kycia, Radosław Antoni. . Results in Mathematics. 2022, 77 (5): 182. ISSN 1422-6383. S2CID 221802588. arXiv:2009.08542 . doi:10.1007/s00025-022-01646-z （英语）.
5. ↑  Kycia, Radosław Antoni. . Results in Mathematics. 2020, 75 (3): 122. ISSN 1422-6383. S2CID 253586364. arXiv:1908.02349 . doi:10.1007/s00025-020-01247-8 （英语）.